# Solanum baretiae
Espèce
Classification phylogénétique
Solanum baretiae est une espèce de plantes herbacées de la famille des Solanaceae découverte en 1992.
Elle a été nommée ainsi en 2012 par E.J. Tepe en l'honneur de Jeanne Barret, exploratrice et botaniste française. Compagne du botaniste Philibert Commerson, elle a secondé ce dernier lors de la première expédition de Bougainville autour du monde. 